# Hello World (album)
Hello World: The Motown Solo Collection je kompilační trojCD album nahrávek Michaela Jacksona z počátků kariéry v Motown Records vydaný 10. července 2009.

## Seznam skladeb

### Disk 1
1. „Ain't No Sunshine“
2. „I Wanna Be Where You Are“
3. „Girl Dont Take Your Love From Me“
4. „In Our Small Way“
5. „Got To Be There“
6. „Rockin' Robin“
7. „Wings Of My Love“
8. „Maria (You Were The Only One)“
9. „Love Is Here And Now You're Gone“
10. „You've Got A Friend“
11. „Ben“
12. „Greatest Show On Earth“
13. „People Make The World Go Round“
14. „We've Got A Good Thing Going“
15. „Everybody's Somebody's Fool“
16. „My Girl“
17. „What Goes Around Comes Around“
18. „In Our Small Way“
19. „Shoo Be Doo Be Doo Da Day“
20. „You Can Cry On My Shoulder“
21. „Don't Let It Get You Down (Original mix)“
22. „You've Really Got A Hold on Me (Original mix)“
23. „Melodie (Original mix)“
24. „Touch The One You Love (Original mix)“

### Disk 2
1. „With A Child's Heart“
2. „Up Again“
3. „All The Things You Are“
4. „Happy“ (Love Theme from Lady Sings The Blues)
5. „Too Young“
6. „Doggin' Around“
7. „Euphoria“
8. „Morning Glow“
9. „Johnny Raven“
10. „Music And Me“
11. „We're Almost There“
12. „Take Me Back“
13. „One Day In Your Life“
14. „Cinderella Stay Awhile“
15. „We've Got Forever“
16. „Just A Little Bit Of You“
17. „You Are There“
18. „Dapper-Dan“
19. „Dear Michael“
20. „I'll Come Home To You“
21. „Girl You're So Together (Original mix)“
22. „Farewell My Summer Love (Original mix)“
23. „Call On Me (Original mix)“

### Disk 3
1. „When I Come Of Age“
2. „Teenage Symphony“
3. „I Hear A Symphony“
4. „Give Me Half A Chance“
5. „Love's Gone Bad“
6. „Lonely Teardrops“
7. „You're Good For Me“
8. „That's What Love Is Made Of“
9. „I Like You The Way You Are (Don't Change Your Love On Me)“
10. „Who's Lookin' For A Lover“
11. „I Was Made To Love Her“
12. „If 'N I Was God“
13. „To Make My Father Proud (Original mix)“
14. „Here I Am (Come And Take Me) (Original mix)“
15. „Twenty-Five Miles (Original mix)“
16. „Don't Let It Get You Down“
17. „You've Really Got A Hold on Me“
18. „Melodie“
19. „Touch The One You Love“
20. „Girl You're So Together“
21. „Farewell My Summer Love“
22. „Call On Me“
23. „Here I Am (Come and Take Me)“
24. „To Make My Father Proud“